# Лени Вълкова
Елена Вълкова,, известна като Лени Вълкова, е българска шлагерна и джаз певица.
Наричана е кралица на джаза. Тя е първата жена в България, пяла публично джаз, и станала известна с това.

## Биография
Лени Вълкова е родена на 22 май 1927 г. в София, район „Илинден“. Тя е потомък на първите заселници на територията на района – македонските българи от Кукуш, опожарен по време на събитията около Илинденско-Преображенското въстание.
Лени Вълкова учи оперно пеене в Музикалната академия при проф. Иван Попов. Първите си стъпки като певица прави в НЧ „Гоце Делчев – 1927“, София. Превръща се в прима на българския джаз, обикаляла световните сцени заедно с Леа Иванова и установила се през последните 30 години в Лондон.
През 1942 г. съвсем младата Лени Вълкова започва да пее като солистка в джазовата формация „Джаз Овчаров“ с диригент Асен Овчаров. Тя е една от първите изпълнителки на джаз в България заедно с Леа Иванова и Люси Найденова, познати като „Трите Ел“. Сред тях Лени Вълкова е смятана за „най-талантливата“.
Оркестърът и солистите му имат големи затруднения с комунистическата власт в България. През лятото на 1947 г. Лени Вълкова пее в бар „Астория“, Варна. Младият Хачо Бояджиев с одобрението на диригента Овчаров прехвърля кабел през улицата до бара, за да включат изпълненията на певицата и така излъчват по Радио Варна един час джаз с Лени Вълкова директно от бар „Астория“. Настъпва скандал, в Радиото се обаждат от Областния комитет на партията и обвиняват журналиста и певицата в идеологическа диверсия. В оркестъра на Овчаров свири цигуларят Александър Николов (Сашо Сладура), който през 1961 г. е изпратен в трудовия концентрационен лагер в Ловеч. Там успява да преживее само 11 дни. След побои, малтретиране, унижения и подигравки е убит.
Освен в „Джаз Овчаров“, Лени Вълкова е солистка в „Джаза на младите“, просъществувал до 1956 г. Там пее заедно с Кирил Семов, Лиана Антонова и Ахинора Куманова. Също така е вокал в оркестъра „Джаз темпо“ на Димитър Ганев, прераснал в „Биг бенд на Българското национално радио“.

## Юбилей
През 2017 г. е отбелязан 90-годишният юбилей на Лени Вълкова с празненство в присъствието на легендите на българската забавна музика Ахинора Куманова, Лиана Антонова и Ани Пармакова. В блестящо състояние на гласа си и перфектна кондиция Вълкова благодари на гостите за оказаното ѝ внимание, като изпълнява няколко световни сингъла, сред които и емблематичната песен Summertime на Джордж Гершуин от операта му „Порги и Бес“ (1935).